# Along Came Polly
Along Came Polly is een Amerikaanse speelfilm uit 2004 onder regie van John Hamburg.

## Verhaal
Reuben Feffer (Ben Stiller) heeft het allemaal. Een goede baan als risicoverzekeringsvertegenwoordiger en zijn lieftallige bruid Lisa Kramer (Debra Messing).
Reuben, die op zijn computer gebruikmaakt van een risicocalculator, is zich extra bewust van allerlei gevaren, zoals door een metrorooster zakken of nootjes eten in een bar. Daarnaast heeft hij last van gevoelige darmen en mag vooral geen buitenlands voedsel eten, anders krijgt hij last van diarree.
Zijn vriend Sandy Lyle (Philip Seymour Hoffman) staat hem terzijde met onnozele adviezen over vrouwen. Sandy heeft als tiener een eenmalig succes geboekt met een rol in de film 'Crocodile Tears'. Hij wordt regelmatig aan deze succesfilm herinnerd, maar het drukt hem ook met de neus op de feiten. Overigens is Sandy allesbehalve hygiënisch en tamelijk arrogant als het over acteren gaat.
De baas van Reuben, Stan Indursky (Alec Baldwin), maakt het de arme Reuben ook niet makkelijk. Met zijn gênante opmerkingen en gedrag zet hij Reuben regelmatig voor paal. Toch zijn ze meer vriend dan vijand. Reubens moeder, Vivian, bemoeit zich regelmatig met zijn liefdesleven en bazuint werkelijk alles rond. Zijn vader Irving is een stille, nogal onderschatte man.
Als Reuben en Lisa op huwelijksreis gaan naar een tropisch eiland, lacht het leven Reuben toe. Zon, zee, strand en natuurlijk Lisa. Hij laat Lisa even achter bij de Franse snorkelinstructeur Claude (Hank Azaria) om hun hotelkamer een romantisch tintje te geven. Maar wanneer hij Lisa weer ophaalt, betrapt hij haar in bed met Claude. Reuben is gekwetst en teleurgesteld en gaat alleen naar huis. Lisa blijft bij Claude op het eiland.
Eenmaal thuis komt Sandy hem troosten. Ook heeft zijn moeder iedereen op zijn werk ingelicht en ondervindt hij veel sympathie. Sandy nodigt Reuben uit voor een kunsttentoonstelling. Daar ontmoet hij een oude klasgenote, Polly Prince (Jennifer Aniston) en raakt in haar ban. Hij zoekt haar adres op, doet alsof hij haar toevallig tegenkomt en vraagt haar mee uit eten. Na aanvankelijke twijfel gaat ze akkoord.
Reuben laat Polly een restaurant kiezen; een onhandige zet want ze blijkt dol op buitenlands eten. Uit beleefdheid eet hij mee, maar begint al snel hevig te zweten. Als het toilet dan ook nog eens bezet is, wordt het moeilijk zijn darmen in bedwang te houden. Als hij Polly thuisbrengt, vraagt ze hem binnen. Hier grijpt hij zijn kans om naar het toilet te gaan. Polly blijkt als huisdier een vrijwel blinde fret te hebben.
Helaas is het toiletpapier op zodat er voor Reuben niets anders opzit dan een handdoekje te gebruiken. Omdat hij liever niet wil dat Polly alles hoort, zet hij de douche aan. Hij probeert het toilet door te spoelen met daarin het handdoekje (dat hij had geprobeerd met een luffa in de wc te proppen). Dit loopt uit op een overstroming. Polly betrapt Reuben in een zeer gênante positie. Toch blijft ze er vriendelijk onder.
Om het goed te maken koopt Reuben een nieuwe luffa voor Polly en ze gaan naar een ondergrondse dansclub. Daar wordt Reuben jaloers als Polly met de Cubaan Javier danst. Javier is echter homo. Reuben vertelt Polly eerlijk over zijn darmprobleem. Hij vindt het vreselijk dat hij niet kan dansen en neemt danslessen van Javier. Na een ietwat gênante maar geslaagde dans voor en met Polly brengen ze de nacht samen door en Reuben ziet haar nu als zijn vriendin.
Voor zijn werk moet Reuben proberen Leland van Lew (Bryan Brown) voor miljoenen verzekeren. Deze man zwemt met haaien en springt voor de lol van wolkenkrabbers. Voor Reuben een hele kluif. Als plotseling Lisa in zijn huis is als hij thuiskomt met Polly, slaat de twijfel toe. Daarom laat hij het verzekeringsprogramma op zijn laptop los op Polly en Lisa. Zo wordt duidelijk dat Polly een minder groot risico is dan Lisa. Leland nodigt Reuben uit voor een tochtje op zijn luxueuze jacht. Samen met Polly gaat hij mee.
Het is gezellig tot Polly op Reubens laptop de berekening met haar naam ziet en kwaad wordt. Ze bekent dat ze niet zo'n gelukkig leven heeft gehad. Haar vader is hertrouwd. Leland, die aan het roer staat ziet, een storm opkomen maar vindt het een uitdaging om door te varen. Dit heeft zo zijn consequenties; de boot zinkt en ze moeten verder in een rubberbootje.
Polly wil geen contact meer met Reuben. Hij woont nu eenzaam in het grote huis in een buitenwijk dat hij voor hem en Lisa had gekocht. Via Javier komt Reuben erachter dat Polly uit New York vertrekt. Lisa neemt weer contact met hem op. Na een klein maar gedenkwaardig cadeau van Lisa gaat hij overstag om het opnieuw met haar te proberen. Sandy speelt intussen bij een amateurtoneelgroep de rol van Judas in de musical Jesus Christ Superstar. Reuben komt met Lisa aan zijn zijde naar de voorstelling kijken. Het stuk loopt niet goed af doordat Sandy op slinkse wijze de hoofdrol (Jezus) wil bemachtigen. Reuben realiseert zich dat Lisa niet de ware is en besluit Polly achterna te gaan. Sandy neemt Reubens plaats over bij een vergadering waarbij een verzekeringsmaatschappij overtuigd moet worden om Leland te verzekeren. Dit lukt hem, hoewel hij tijdens zijn toneelspel soms niet bijster intelligent overkomt. Reuben rent naar Polly's huis, maar ziet haar net wegrijden in een taxi. Polly is echter haar fret Rodolfo vergeten. Wanneer Reuben met Rodolfo over straat wandelt, loopt hij Polly tegen het lijf die op zoek is naar haar huisdier. Hij probeert haar ervan te overtuigen dat het iets kan worden tussen hen. Dit lukt aanvankelijk niet. Uiteindelijk overtuigt hij haar door op straat gevonden nootjes te eten. Hij vraagt Polly mee uit eten en wil dat ze blijft.
Reuben zit met Polly op het eiland dat hij lang geleden met Lisa bezocht. Net als toen komt Claude langs om te vragen of ze willen snorkelen. Reuben heeft echter al een snorkelinstructeur geregeld, namelijk Leland van Lew met zijn jacht. Polly en Reuben zijn gelukkig samen.

## Rolverdeling
- Ben Stiller als Reuben Feffer
- Debra Messing als Lisa Kramer
- Jennifer Aniston as Polly Prince
- Philip Seymour Hoffman als Sandy Lyle
- Alec Baldwin als Stan Indursky
- Hank Azaria als Claude
- Bryan Brown als Leland Van Lew
- Michele Lee als Vivian Feffer